# Duripelta totara
Duripelta totara là một loài nhện trong họ Orsolobidae.
Loài này thuộc chi Duripelta. Duripelta totara được Raymond Robert Forster & Norman I. Platnick miêu tả năm 1985.